# Run with Europe for a cleaner world
Run with Europe for a cleaner world(邦題:ヨーロッパと走ろう)は、2022年に日本で開催されたスポーツとエコロジーをテーマに行われたプロギングを競うイベントまたはプロジェクトである。

## 概要
日本における欧州連合文化機関であるEUNIC Japanが主催した。このイベントは開催期間の同時期にEU理事会の議長国を務めたチェコ共和国の文化機関であるチェコセンター東京が企画した。ヨーロッパと日本がともに環境、持続可能性、健康的なライフスタイルについて同じ価値観を共有することを狙いとしたプロジェクトであった。一般の参加者には、プロギングつまりジョギングしながらのごみ拾いをし、無料アプリ「PACER」を用いて、参加者はそれぞれ自分が行ったプロギングについて投稿し、集めたゴミの写真を載せたり、他の参加者の投稿にコメントや「いいね」で反応をして、活発にプロギングを行った参加者の中から、歩数や集めたごみの量により「ベストプロガー賞」、「ベストランナー賞」、「ベストコレクター賞」を選出した。2023年2月3日に駐日チェコ共和国大使館内のチョコセンター東京においてクロージングイベントが行われ、チェコとポーランドにおける環境保全活動の紹介と受賞式の後、イベント参加者によるチェコ共和国大使館から駐日ポーランド大使館までの区間でのプロギングが行われた。

## プロジェクト参加国
オーストリア、チェコ共和国、ブルガリア、フィンランド、イタリア、ポーランド、ポルトガルがEUNIC JAPAN加盟国としてプロジェクトに参加した。

## 受賞者
「ベストランナー賞」部門
ポーランド広報文化センター職員のヤロスワフ・ヴァチンスキ氏が優勝した。
「ベストコレクター賞」部門
Nori氏が優勝した。
「ベストプロガー賞」部門
Mr.Taira Sakakibara 榊原平氏が優勝した。
ギャラリー
- Run with Europe for a cleaner worldのクロージングイベントでのチェコでの活動紹介
- Run with Europe for a cleaner worldのクロージングイベントでの受賞式
- Run with Europe for a cleaner worldのクロージングイベントでの活動紹介
- Run with Europe for a cleaner worldのクロージングイベントでのプロギング後の駐日ポーランド大使館前で
- Run with Europe for a cleaner worldのクロージングイベントでの活動報告

Run with Europe for a cleaner worldについて2023年2月3日に駐日チェコ大使館で行われたクロージングイベントの画像